# Guillaume Bérard
Guillaume Bérard fut un médecin et diplomate français, né vers le milieu du XVIe siècle, mort en 1590/91.

## Biographie
Il était natif de Saorge, « en Terre-Neuve » (c'est-à-dire dans le comté de Nice, qui appartenait à l'époque aux États de Savoie). Il exerça d'abord à Nice la profession de chirurgien-barbier, puis vint habiter Marseille, d'où il s'embarqua pour l'Orient. Il se trouvait à Constantinople en 1574, quand le prétendant marocain Moulay Abd al-Malik y arriva d'Alger pour demander au sultan ottoman Sélim II d'appuyer ses droits contre son neveu Muhammad al-Mutawakkil. Ce prince ayant contracté la peste, Bérard fut appelé à son chevet, procéda à une incision des bubons et se vit attribuer la guérison qui suivit. Abd al-Malik lui en garda une grande reconnaissance, et lorsqu'il parvint à s'imposer au Maroc en 1576, il envoya auprès du roi Henri III un ambassadeur porteur d'une lettre lui demandant d'accréditer Bérard en qualité de consul de France « ès royaulmes de Marroc et de Fez ». Comme Bérard était sujet des États de Savoie, il fut d'abord naturalisé français (22 mai 1577), puis nommé « consul de la nation françoise » au Maroc (10 juin 1577), avec le même statut que les consuls français dans le Levant.
Bérard, qui était revenu en France, s'embarqua à Marseille au début de 1578, accompagné de Vincent Le Blanc, fils d'un armateur de la ville. Leur navire fut capturé près de Gibraltar en février par les Espagnols, mais ils furent relâchés sur l'ordre du roi Philippe II. Ils débarquèrent à Larache, et le consul gagna le camp d'Abd al-Malik, qui se trouvait près de Salé. Il y parvint le 14 juillet. Le sultan, très malade, ne pouvait plus monter à cheval, mais il se dirigeait vers Ksar el-Kébir, où le 4 août son armée affronta celle du roi Sébastien de Portugal et de son allié marocain Muhammad al-Mutawakkil (Bataille des trois rois). Les trois souverains moururent sur place, mais le camp d'Abd al-Malik était vainqueur. Le consul de France accompagna la mahalla victorieuse à Fès où il assista à la beyia (intronisation) d'Ahmed al-Mansour, frère d'Abd al-Malik. En 1579, Bérard repart pour la France, chargé par le sultan d'annoncer son avènement à Henri III.
Le consul se plaignit au roi des grandes difficultés qu'il avait éprouvées à faire acquitter les droits de son office par les marchands français établis au Maroc. Par un mandement du 19 juillet 1579, Henri III décida qu'à l'avenir les Français qui refuseraient d'acquitter au Maroc les droits de consulat y seraient contraints par voie de justice à leur retour en France. En outre, par des instructions rédigées le 16 juillet, le roi chargea Bérard de complimenter le sultan, d'obtenir de lui la mise en liberté des captifs français, le libre accès des ports du Maroc, l'achat de 40 000 quintaux de « rosette » (cuivre rouge pur) et de 25 000 quintaux de salpêtre, et de négocier un prêt de 150 000 écus. On ne sait rien du résultat de cette mission, sauf que le consul obtint dans les années suivantes la libération de plusieurs équipages français capturés.
Bérard était de retour au Maroc en 1580. Il fut exposé dans l'accomplissement de sa charge à l'hostilité des commerçants français, qui allèrent jusqu'à contester l'authenticité de ses lettres sous prétexte qu'elles n'étaient pas signées du roi lui-même, mais seulement scellées du grand sceau de la Chancellerie. Le 28 août 1583, ayant le dessein de rentrer en France, il écrivait au ministre Villeroy que le sultan le retenait pour lui faire accompagner un ambassadeur qu'il avait l'intention d'envoyer à Henri III. En 1589, l'ambassadeur espagnol à la cour de France, Bernardino de Mendoza, signale l'arrivée de Bérard du Maroc, la cour se trouvant alors à Blois. Il est mentionné le 27 avril 1591 comme étant décédé « ces mois passés ».